# Anna Pajdzińska
Anna Małgorzata Pajdzińska (ur. 26 lipca 1953 w Lublinie) – polska językoznawczyni, specjalistka w zakresie frazeologii, profesor nauk humanistycznych, profesor Uniwersytetu Marii Curie-Skłodowskiej i jego prorektor w kadencji 2005–2008.

## Życiorys
Absolwentka Uniwersytetu Marii Curie-Skłodowskiej (1976). Doktoryzowała się w 1984 na macierzystej uczelni. Stopień naukowy doktora habilitowanego uzyskała w 1994 na UMCS w oparciu o pracę pt. Frazeologizmy jako tworzywo współczesnej poezji. Tytuł profesora nauk humanistycznych otrzymała 16 czerwca 2015.
Związana z Uniwersytetem Marii Curie-Skłodowskiej, na którym doszła do stanowiska profesora. W latach 2002–2005 była prodziekanem Wydziału Humanistycznego do spraw studenckich. W kadencji 2005–2008 pełniła funkcję prorektora UMCS do spraw kształcenia. Ponadto została kierownikiem Katedry Semantyki, Pragmatyki i Teorii Języka w Instytucie Filologii Polskiej UMCS.
Specjalizuje się we frazeologii polskiej, semantyce leksykalnej, językowej organizacji tekstu artystycznego oraz historii i metodologii językoznawstwa. Opublikowała ok. 150 prac naukowych, w tym trzy monografie. Została członkiem kolegium redakcyjnego rocznika „Etnolingwistyka. Problemy Kultury i Języka” oraz rad naukowych czasopism „LingVaria” i „Język a Kultura”. Wypromowała trzech doktorów nauk humanistycznych.
Członek Polskiego Towarzystwa Językoznawczego, Towarzystwa Miłośników Języka Polskiego (przewodnicząca oddziału lubelskiego, członek zarządu głównego), Komitetu Językoznawstwa PAN (członek prezydium w latach 2011–2015) i członek rady naukowej Instytutu Badań Literackich PAN (1999–2005 i 2009–2013).
Została odznaczona Złotym Krzyżem Zasługi (2000) i Medalem Komisji Edukacji Narodowej.